# C/2020 F8 (SWAN)
C/2020 F8 (SWAN), ili komet SWAN, je komet koji je otkrio astronom M. Mattiazzo na slikama koje je snimila SWAN kamera 25. ožujka 2020. na svemirskoj letjelici Solar Heliospheric Observer (SOHO).
Kao i svi kometi, SWAN oslobađa zeleni rep jer se ugljik i cijanid unutar kometa ioniziraju kada se komet približava našoj zvijezdi domaćinu. Komet je bio vrlo difuzan, nema vidljivu jezgru i nije bio komet kojeg su mogli primijetiti neiskusni promatrači. Vjerojatno se raspao nakon perihela.   

## Orbita
Centar malih planeta navodi orbitu kao povezanu sa {\displaystyle e<1}, S vrlo kratkim trodnevnim promatračkim lukom JPL navodi komet kao hiperbolički s ekscentričnošću 1,1± 0,2, ali potreban je duži promatrački luk da bi se riješile nesigurnosti i znalo je li orbitalni period dug tisućama ili milijunima godina.  
Nagib staze mu iznosi 110°, a to znači da se giba u suprotnom smjeru od smjera kojim jezde planeti, ali i to da prilazi ravnini ekliptike skoro okomito.  
12. svibnja 2020. komet je prošao na udaljenosti oko 0,576 AJ od Zemlje. Sjaj mu se za tu prigodu prognozirao na m = 2,8. Oko 27. svibnja 2020. komet je došao do perihela na 0.43 AJ od Sunca.

## Vanjske poveznice
- C/2020 F8 (SWAN) – Seiichi Yoshida
- C/2020 F8 (SWAN) – JPL
- C/2020 F8 (SWAN)  Arhivirana inačica izvorne stranice od 29. lipnja 2020. (Wayback Machine) – AiM-Project